# Henk Duut
Henk Duut (nacido el 14 de enero de 1964) es un exfutbolista neerlandés que se desempeñaba como defensa y entrenador.
Dirigió en equipos como el Fortuna Sittard y Omiya Ardija.

## Clubes

### Como futbolista
| Club                  | País         | Año       |
| --------------------- | ------------ | --------- |
| Feyenoord de Róterdam | Países Bajos | 1982-1986 |
| Fortuna Sittard       | Países Bajos | 1986-1992 |

### Como entrenador
| Club                                    | País                  | Año       |
| --------------------------------------- | --------------------- | --------- |
| Fortuna Sittard (youth)                 | Países Bajos          | 1992-1996 |
| Fortuna Sittard (asistente)             | Países Bajos          | 1996-2000 |
| Fortuna Sittard                         | Países Bajos          | 2000      |
| Fortuna Sittard (youth)                 | Países Bajos          | 2000-2002 |
| Omiya Ardija                            | Japón                 | 2002      |
| Antillas Neerlandesas (asistente)       | Antillas Neerlandesas | 2004      |
| Feyenoord de Róterdam (asistente)       | Países Bajos          | 2004-2007 |
| Australia (asistente)                   | Australia             | 2007-2010 |
| Marruecos sub-23 (asistente)            | Marruecos             | 2010-2014 |
| Guangzhou Evergrande Taobao (youth)     | China                 | 2016-2017 |
| Shijiazhuang Ever Bright FC (asistente) | China                 | 2018      |